# Benedikte (namn)

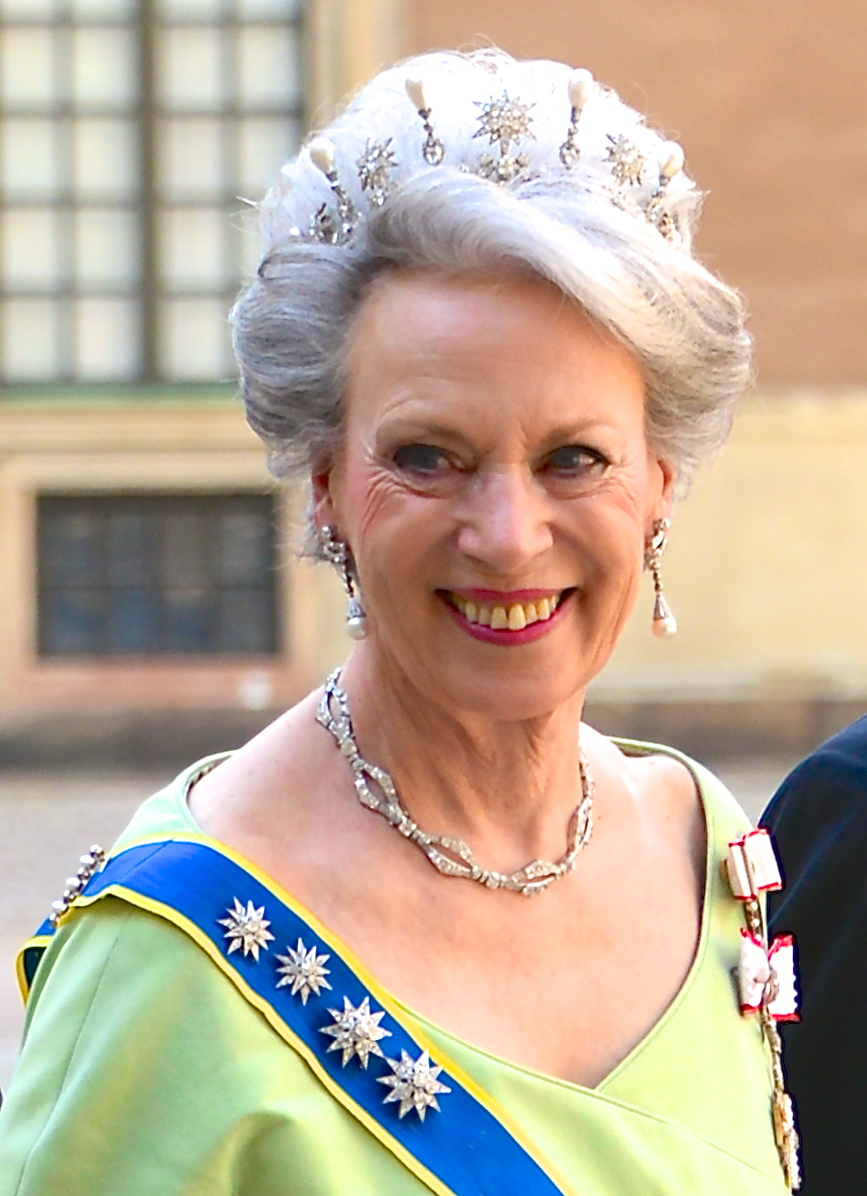
Benedikte av Danmark

Benedikte eller Benedicte är ett latinskt kvinnonamn som betyder den välsignade. En alternativ form av namnet är Benedikta eller Benedicta.  De manliga formerna är Benedikt, Benedict och Benedictus.
Den 31 december 2014 fanns det totalt 337 kvinnor folkbokförda i Sverige med namnet Benedikte eller Benedicte, varav 109 bar det som tilltalsnamn.
Namnsdag: saknas

## Personer med namnet Benedikte eller Benedicte
- Benedikte av Danmark, dansk prinsessa